# Tymon & The Transistors
Tymon & The Transistors – polski zespół muzyczny, założony w czerwcu 2002 przez Tymona Tymańskiego podczas muzycznych warsztatów w ramach Przystanku Olecko. Grupa wykonuje muzykę rock’n’rollową, utrzymaną w różnorodnej stylistyce – od brzmień lat 60. i space rocka począwszy, a skończywszy na punk rocku, reggae, hard rocku, country i jazzie. We wczesnym repertuarze kwartetu znalazły się zarówno utwory poprzednich formacji Tymona (Kury, Trupy, Czan, Poganie), jak i nowe, nawiązujące do poprzednich dokonań Tymańskiego, mające jednak zdecydowanie gitarowy charakter. Grupa ma na koncie pięć płyt i znana jest z żywiołowych, energetycznych koncertów.
W latach 2002–2003 zespół nagrał soundtrack do filmu Wojciecha Smarzowskiego Wesele. Sesje nagraniowe odbywały się w studiu nieistniejącej już firmy wydawniczej Biodro Records przy ul. Świętego Ducha w Gdańsku. W nagraniach oprócz zespołu uczestniczyli goście specjalni: m.in. Jacek Lachowicz, Kornel Popławski, Jacek Majewski, Robert Brylewski i Lech Janerka. Dwie kompozycje na płycie Wesele są efektem współpracy Tymańskiego z  Robertem Brylewskim, podobnie zresztą jak na albumie Don’t Panic! We’re From Poland.
Drugi album Tymona & The Transistors, poważniejszy w klimacie Don’t Panic! We’re From Poland, ukazał się w 2007 roku. Rok później zespół wrócił do studia, by rozpocząć pracę nad soundtrackiem do alternatywnego musicalu Polskie gówno w reżyserii Grzegorza Jankowskiego. Pierwsze zdjęcia do filmu powstały we wrześniu 2008, ale wskutek braku funduszy projekt został zawieszony w czerwcu roku 2009. W styczniu 2012 ekipa twórców wznowiła prace nad musicalem. Kinowa premiera Polskiego gówna miała miejsce 6 lutego 2015 roku w warszawskim Pałacu Kultury. Film zdobył Nagrodę Publiczności na Polskim Festiwalu Filmów Fabularnych w Gdyni oraz Grand Prix koszalińskiego festiwalu "Młodzi i Film", na którym otrzymał również nagrodę za najlepszą muzykę. Płyta z soundtrackiem musicalu ukazała się w 2016 roku.
W roku 2009 zespół zaczął pracować nad trzecim albumem, zatytułowanym Bigos Heart. Część nagranych utworów pochodzi z dawnych sesji zespołów Trupy i Czan. W nagraniu płyty wzięli udział m.in. Leszek Możdżer i Grzegorz Halama. W kwietniu 2010 roku wydawnictwo Bigos Heart. otrzymało nagrodę polskiego przemysłu fonograficznego Fryderyka w kategorii: muzyka alternatywna. W 2013 zespół wydał koncertową płytę pt. "Skaczemy jak pacynki – live", nagraną we wrześniu 2012 roku w studiu Radia Gdańsk w związku z dziesięcioleciem grupy. Od kwietnia do sierpnia 2014 roku Tranzystory nagrywały długo zapowiadany album z coverami pt. Rock’n’Roll. Na płycie obok kwartetu wystąpili specjalni goście: Natalia Przybysz, Katarzyna Nosowska, Wojciech Waglewski, Leszek Możdżer, Ireneusz Wojtczak, Tomasz Ziętek, Dominik Bukowski i Lukas Tymański.

## Muzycy
Obecny skład zespołu
- Tymon Tymański – śpiew, gitara
- Marcin Gałązka – śpiew, gitara
- Arkadiusz Kraśniewski – gitara basowa, śpiew
- Roman Ślefarski – perkusja, śpiew
- Szymon Burnos – instrumenty klawiszowe, śpiew
- Michał Ciesielski – saksofon, śpiew
- Dawid Lipka – trąbka, śpiew

Byli członkowie zespołu
- Radek Skrodzki – gitara basowa
- Tomasz Szymborski – gitara basowa
- Filip Gałązka – instrumenty perkusyjne, śpiew

## Dyskografia
| Wesele                         | - Data: 11 października 2004 - Wydawca: BMG Poland     | 11 |
| Don’t Panic! We’re From Poland | - Data: 30 kwietnia 2007 - Wydawca: Biodro Records     | –  |
| Bigos Heart                    | - Data: 25 listopada 2009 - Wydawca: Biodro Records    | –  |
| Skaczemy jak pacynki           | - Data: 21 maja 2013 - Wydawca: Universal Music Polska | –  |
| Rock’n’Roll                    | - Data: 17 października 2014 - Wydawca: Agora SA       | 47 |
| Polskie gówno                  | - Data: 28 czerwca 2016 - Wydawca: yMusic, NCK         | –  |
| Zatrzymaj wojnę!               | - Data: 28 lutego 2017 - Wydawca: yMusic, NCK          | —  |
| "—" album nie był notowany.    |                                                        |    |